# Ватиканские мифографы
Ватика́нские мифо́графы — анонимные авторы трёх мифографических текстов на латыни. Они вместе были обнаружены в составе одного средневекового манускрипта, Vatican Reg. lat. 1401. Название использовал Анджело Маи, в 1831 году впервые опубликовавший тексты. Текст Первого Ватиканского мифографа известен только по ватиканскому манускрипту, Второй же и Третий обнаруживаются по отдельности и в других манускриптах. Известно десять записей Второго, работа над которым велась, предположительно, в XI столетии, и более сорока — Третьего.
Вместе эти работы представляют собой источник греческих и римских мифов и их иконографии в Средние Века и в период Возрождения. Копирование манускриптов происходило в XV веке.
Современное издание Второго манускрипта увидело свет в 1987 году, а Первого — в 1995.
Третий манускрипт, который содержит «обширные аллегорические интерпретации», часто приписывается или некоему Альберику из Лондона, который в нескольких рукописях упоминается, или Александру Неккаму.
Тексты манускриптов наполнены христианскими аллегориями, так как они должны были иносказательно проанализировать античное наследие и в результате превратить языческих богов и богинь в иллюстрацию пороков и добродетелей. Несмотря на их важность, манускрипты характеризовали как «очень обманчивые источники, которые следует использовать с большой осторожностью».

## Переводы
- Первый Ватиканский мифограф / Пер. с лат., вступ. ст. и коммент. В. Н. Ярхо. — 2-е изд. — СПб.: Алетейя, 2017. — 294 с. — (Новая античная библиотека). — ISBN 978-5-89329-210-7.